# Adele One Night Only
Adele One Night Only (Una noche con Adele en España e Hispanoamérica) es un especial de televisión de la cantautora británica Adele. El programa se emitió el 14 de noviembre de 2021 en CBS mientras se transmitía simultáneamente en Paramount+, y contó con Adele interpretando canciones nuevas de su cuarto álbum de estudio, 30 (2021), así como canciones de sus tres álbumes anteriores 19 (2008), 21 ( 2011) y 25 (2015). Las canciones se entremezclan con una entrevista de la presentadora de televisión estadounidense Oprah Winfrey. El especial fue ganador de 5 premios Emmy.
Adele actuó el domingo 24 de octubre de 2021 en el Observatorio Griffith en Los Ángeles, California, siendo la primera vez en seis años que daba un recital en directo. De acuerdo con el productor ejecutivo, Ben Winston, el concierto se realizó sin ensayos previos ya que inicialmente estaba previsto para el lunes 25 de octubre, pero el servicio de meteorología había pronosticado una tormenta para ese día.
Los invitados incluyeron a James Corden, Drake, Selena Gomez, Tyler Perry, Melissa McCarthy, Gayle King, Donald Glover, Nicole Richie, Seth Rogen, Gordon Ramsay, Ellen DeGeneres, Sarah Paulson y Holland Taylor, Aaron Paul, Jesse Tyler Ferguson, Tracee Ellis Ross, Gabrielle Union y Dwayne Wade, Kris Jenner, Lizzo, Ava DuVernay y Leonardo DiCaprio.

## Audiencia
El especial fue visto por 10.33 millones de espectadores, superando la sintonización habitual de CBS para un domingo y acercándose a la marca obtenida por la 93.ª edición de los Premios Óscar. También fue la cifra de espectadores más alta para un programa de entretenimiento de CBS desde que Oprah with Meghan and Harry atrajo a más de 17 millones de espectadores en marzo.

## Lista de canciones
Fuente: CBS
1. «Hello»
2. «Easy On Me»
3. «Skyfall»
4. «I Drink Wine»
5. «Someone Like You»
6. «When We Were Young»
7. «Make You Feel My Love»
8. «Hold On»
9. «Rolling In The Deep»
10. «Love Is A Game»

## Transmisión internacional
El especial también se transmitirá en países fuera de los Estados Unidos. Actualmente, solo se enumeran los estrenos en canales emitidos
| País          | Cadena          | Estreno                 | Nombre alternativo                         | Referencias   |
| ------------- | --------------- | ----------------------- | ------------------------------------------ | ------------- |
| Canadá        | Global          | 14 de noviembre de 2021 |                                            | [ 9 ]         |
| Australia     | Channel Seven   | 21 de noviembre de 2021 |                                            | [ 10 ]        |
| Dinamarca     | TV 2 Charlie    | 21 de noviembre de 2021 | Adele live fra Los angeles                 | [ 11 ]        |
| Grecia        | Alpha TV        | 21 de noviembre de 2021 |                                            | [ 12 ]        |
| Malasia       | Showcase Movies | 21 de noviembre de 2021 |                                            | [ 13 ]        |
| Finlandia     | YLE TV2         | 22 de noviembre de 2021 |                                            | [ 14 ]        |
| Nueva Zelanda | TVNZ 2          | 22 de noviembre de 2021 |                                            | [ 15 ] [ 16 ] |
| Países Bajos  | NPO 3 (NTR)     | 23 de noviembre de 2021 |                                            | [ 17 ]        |
| Noruega       | NRK1            | 26 de noviembre de 2021 | En kveld med Adele                         | [ 18 ]        |
| Bélgica       | Één             | 27 de noviembre de 2021 |                                            | [ 19 ]        |
| España        | La 1            | 27 de noviembre de 2021 | Una noche con Adele                        | [ 20 ]        |
| Francia       | TMC             | 3 de diciembre de 2021  | One night with Adele: le concert événement | [ 21 ]        |
| Mónaco        | TMC             | 3 de diciembre de 2021  | One night with Adele: le concert événement | [ 21 ]        |
| Alemania      | Das Erste       | 4 de diciembre de 2021  | Ein Abend mit Adele                        | [ 22 ]        |
| México        | Canal 5         | 26 de noviembre de 2021 | Adele: One Night Only                      | [ 23 ]        |